# حسين أباد (هرازبي الجنوبي)
حسین أباد (بالفارسية: حسین‌آباد) هي قرية تقع في إيران في قسم هرازبي الجنوبی الريفي. يقدر عدد سكانها بـ 164 نسمة .